# Kruglany
Kruglany – wieś w Polsce, położona w województwie podlaskim, w powiecie sokólskim, w gminie Kuźnica.
| SIMC    | Nazwa              | Rodzaj  |
| ------- | ------------------ | ------- |
| 1012554 | Kierkielewszczyzna | kolonia |
| 0033270 | Łosośna Mała       | kolonia |

W latach 1975–1998 wieś administracyjnie należała do województwa białostockiego.
Od wschodniej strony wsi przepływa rzeka Łosośna, dopływ Niemna.
Wierni kościoła rzymskokatolickiego należą do parafii Opatrzności Bożej w Kuźnicy Białostockiej.